# Támara Echegoyen
Támara Echegoyen Domínguez (* 17. Februar 1984 in Ourense) ist eine spanische Seglerin.

## Erfolge
Támara Echegoyen nahm an den Olympischen Spielen 2012 in London mit Sofía Toro und Ángela Pumariega als Crewmitglieder in der Bootsklasse Elliott 6m teil, nachdem sie bereits 2011 in dieser Bootsklasse Europameisterin wurde. In der im Match Race ausgetragenen Regatta qualifizierte sich das spanische Boot als Dritter der Gruppenphase für das Viertelfinale. Nach einem Sieg gegen Frankreich wurde auch das russische Boot im Halbfinale geschlagen, ehe man im Finale mit 3:2 gegen die Australierinnen gewann, sodass Echegoyen, Toro und Pumariega Olympiasiegerinnen wurden. Im Jahr darauf gehörte sie in Busan zur spanischen Crew, die die Weltmeisterschaft gewann. Echegoyen wechselte anschließend in die Bootsklasse 49erFX, in der sie weitere Erfolge erzielte. So wurde sie 2016 in Clearwater und 2020 in Geelong jeweils Weltmeisterin. Bei den Olympischen Spielen 2016 in Rio de Janeiro verpasste sie als Vierte knapp einen Medaillengewinn.